# Apveling
Apveling (angleško upwelling) je proces, v katerem se globoke, hladne plasti morske vode dvigajo proti površini. Pri tem hladna voda, bogata s hranili, spodrine tople površinske sloje, ki potonejo. Glavni vzroki pojava so vetrovi, ki pihajo iz kopnega proti morju ali vzdolž obale, Coriolisova sila in Ekmanovo strižno gibanje vode. Ti vplivajo na gladino in odrivajo zgornje, tople plasti vode, kar spodbudi vertikalno kroženje vode in pri tem dvigovanje hladnih plasti vode na površje. Obraten proces, ko veter, ki piha proti obali, potiska zgornje sloje vode ob kopno in povzroči, da topli sloji tonejo, se imenuje davnveling (downwelling).
Apveling se pojavlja ob obalah oceanov, kakor tudi na odprtem morju. Območja, znana po pojavu, so bogata ribolovna območja.
Apveling pomembno vpliva na stanje morskega okolja, zato je uvrščen med fizikalno-kemijske lastnosti morskega okolja, ki so podrobno določene s Sklepom Evropske Komisije o merilih in metodoloških standardih na področju dobrega okoljskega stanja morskih voda.